# Vanessa cyanosticta
Vanessa cyanosticta är en fjärilsart som beskrevs av Fritsch 1913. Vanessa cyanosticta ingår i släktet Vanessa och familjen praktfjärilar. Inga underarter finns listade i Catalogue of Life.